# Itești
Itești is een Roemeense gemeente in het district Bacău.
Itești telt 1509 inwoners.